# Констанция Венгерская (ум. после 1288)
Констанция Венгерская (венг. Boldog Konstancia, пол. Konstancja węgierska, исп. Constanza de Hungría) (1237—1288/1302) — венгерская принцесса из династии Арпадов, дочь короля Венгрии Белы IV и Марии Ласкарины Никейской, княгиня Галицко-Волынская (1246—1288/1302). Супруга Льва Даниловича, князя Галицко-Волынского, сына Даниила Романовича Галицкого из волынской ветви Рюриковичей.

## Биография
Констанция — дочь одного из самых известных королей Венгрии Белы IV из династии Арпадов и Марии Ласкарины.
Внучка Андраша II (по отцу), короля Венгрии, Далмации, Хорватии, Рима, Галиции и Лодомерии и императора Никейской империи Феодора I Ласкариса (по матери).
Отдана за Льва Даниловича из государственных соображений - для скрепления союза Венгерского королевства с Галицко-Волынским княжеством. 
После монгольского нашествия орд Батыя на Венгрию в 1241 году, разграбления территории королевства и последующего получения у ханов Даниилом Галицким ярлыка на правление, король Венгрии Бела IV предложил Даниилу выдать свою дочь за его сына Льва. В 1246/1247 Констанция из Арпадов сочеталась браком с князем Львом I Даниловичем. Предполагают, что в приданое Лев I получил земли в Закарпатье вокруг Мукачево. Лев I впоследствии распространил своё влияние на Закарпатье, присоединив к Галицко-Волынскому княжеству часть Закарпатья с Мукачево (Мукачевская доминия), которое сохранялось почти полвека.
После свадьбы Констанция оставалась католичкой, что не удивительно, ведь её сестры Кунегунда и Маргарита причислены к лику католических святых, а Иоланда — к блаженным.
По версии историков с пребыванием Констанции во Львове связано строительство костёла Иоанна Крестителя (1250 или 1270 гг.).
Во время татаро-монгольского нашествия на рубеже 1287/1288 она скрывалась в Польше в монастыре в Старом Сонче. Это последнее сообщение о ней, как о живущем человеке. По словам польского историка XV века Яна Длугоша Констанция Венгерская была похоронена во Львове.

## Дети
В семье Льва I Даниловича и Констанции Венгерской родились:
- Юрий Львович, король Руси, наследник отца.
- Анастасия (ум. 12 марта 1335), жена куявского князя Земовита Добжинского (ум. 1309/14)
- Святослава (ум. 1302), монахиня.